# Paravauxite
La paravauxite è un minerale.